# Ӱ
Ӱ, ӱ – litera rozszerzonej cyrylicy wykorzystywana w językach: ałtajskim, chakaskim, chantyjskim, maryjskim i szorskim. We wszystkich wspomnianych językach oznacza dźwięk [y], tj. samogłoskę przymkniętą przednią zaokrągloną.

## Kodowanie
| Znak                   | ҡ                                        | ҡ                                        | Ң                                      | Ң                                      |
| ---------------------- | ---------------------------------------- | ---------------------------------------- | -------------------------------------- | -------------------------------------- |
| Nazwa w Unikodzie      | cyrillic capital letter u with diaeresis | cyrillic capital letter u with diaeresis | cyrillic small letter u with diaeresis | cyrillic small letter u with diaeresis |
| Kodowanie              | dziesiątkowo                             | szesnastkowo                             | dziesiątkowo                           | szesnastkowo                           |
| Unicode                | 1185                                     | U+04A1                                   | 1186                                   | U+04A2                                 |
| UTF-8                  | 210 161                                  | d2 a1                                    | 210 162                                | d2 a2                                  |
| Odwołania znakowe SGML | &#1185;                                  | &#x04A1;                                 | &#1186;                                | &#x04A2;                               |